# (1793) Zoya
(1793) Zoya – planetoida z grupy pasa głównego planetoid okrążająca Słońce w ciągu 3 lat i 117 dni w średniej odległości 2,22 au. Została odkryta 28 lutego 1968 roku w Krymskim Obserwatorium Astrofizycznym w Naucznyj na Półwyspie Krymskim przez Tamarę Smirnową. Nazwa planetoidy pochodzi od Zoji Kosmodiemjanskiej (1923-1941), rosyjskiej bohaterki II wojny światowej. Przed nadaniem nazwy planetoida nosiła oznaczenie tymczasowe (1793) 1968 DW.